# Teyyub Demirov
 (septembre 2023).
Teyyub Damirov (en azéri:Teyyub Hacı Məmməd oğlu Dəmirov; né le 25 avril 1908 à Bakou et mort le 9 août 1970 à Bakou) est un accordéoniste azerbaïdjanais, musicien de peuple.

## Vie et travail
Teyub Damirov est né le 25 avril 1908 à Bakou. Il est élève et disciple de Kor Ahad et joue de l'accordéon dans l'ensemble d'instruments folkloriques en 1941 sous la direction artistique d'Ahmed Bakikhanov.
Les mugams, les chants et danses folkloriques occupent la place principale dans l'oeuvre de Teyyub Damirov. En outre, il participe à des divers événements musicaux organisés en Azerbaïdjan. En plus de ses activités d'interprète et d'enseignant, il écrit également un certain nombre de musique de danse et de compositions et joue un rôle important dans le développement de l'accordéon azerbaïdjanais.
Les enregistrements de ses mugams Bayati-Chiraz, Segah, Rast, Zabul, Bayati-Qajar, Chur sont stockés dans le fonds de la télévision et de la radio d'Azerbaïdjan.